# اولواتوو
أولواتوو (بالإندونيسية: Uluwatu) هي منطقة تقع في الغرب الجنوبي لجزيرة بالي الإندونيسية وهي مشهورة بمعبدها الهندوسي، معبد بورا لوهور أولواتو (Pura Luhur Uluwatu)  الذي يرتفع عن سطح المحيط حوالي 70 متراً وترتطم الأمواج بقاعدته في منظر طبيعي جميل، كما أنه يضم العديد من القِرَدة التي تشكل بدورها عامل جذب سياحي إضافي  وأصل التسمية مُشتق من كلمتي «ulu» وتعني النهاية الجغرافية و «watu» وتعني الصخرة.

## الموقع الجغرافي

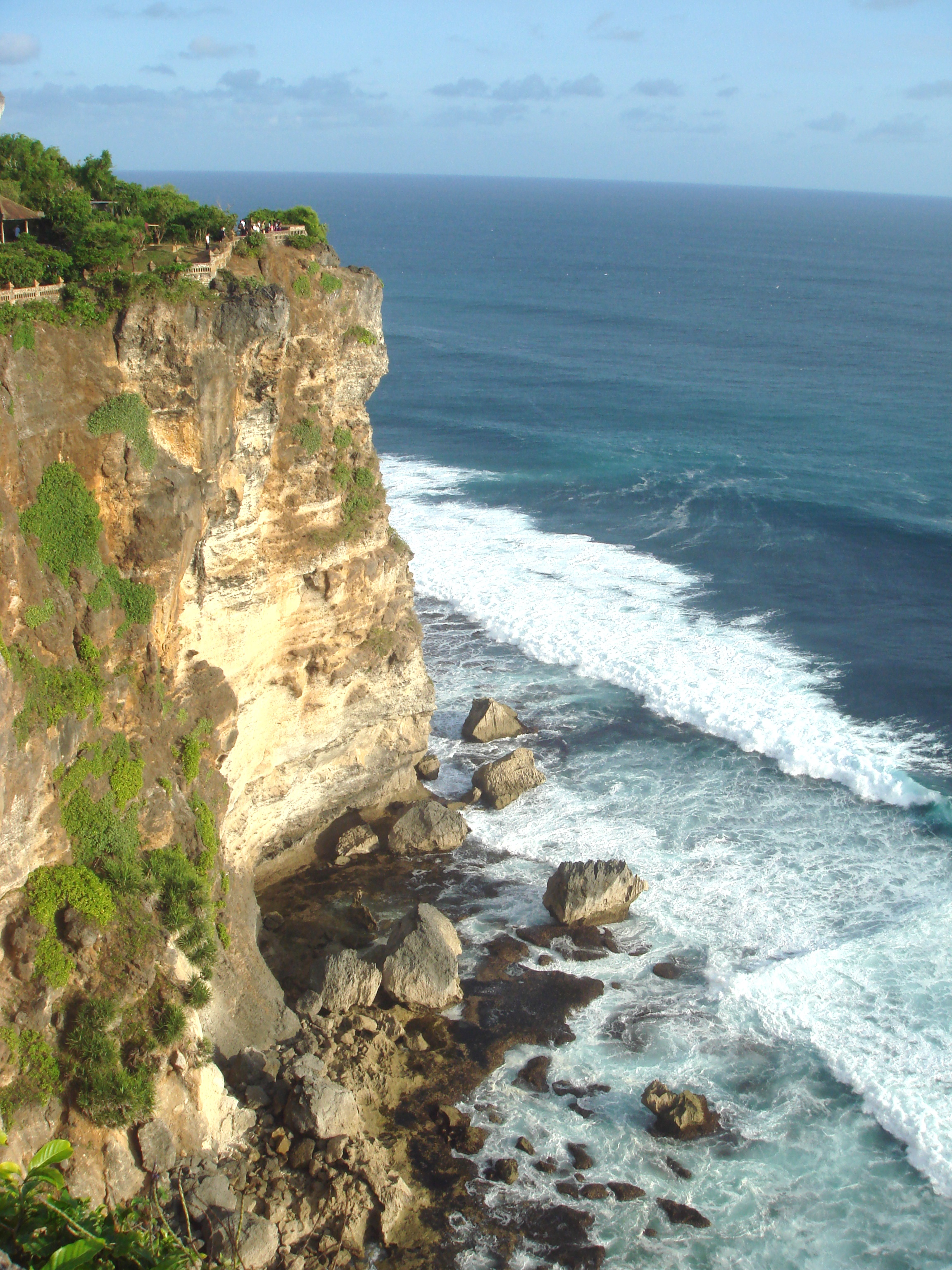
الصخور الجيرية في صورة ملطقة بالقرب من معبد اولواتو الهندوسي.

تقع أولواتو في شبه جزيرة بوكيت في الجزء الجنوبي من جزيرة بالي. تظهر فيها طبقات الحجر الجيري الناتجة عن حركة الصفائح التكتونية للقشرة الأرضية في المنطقة الهندو أسترالية تحت الصحيفة الأوراسية، ما يدفع المنطقة فوق سطح البحر. ويَحُد أولواتو البحر الهندي من الجنوب.

## رياضات ركوب الأمواج
اكتُشفت أولواتو كمقصد لهواة رياضة ركوب الأمواج في عام 1972 من خلال الفيلم الكلاسيكي Morning oft he Earth لكل من ألبي فالزون وديفد الفيك. كان الهدف الأساسي للفيلم هو إظهار الأمواج حول منطقة كوتا. بعد عدة أيام من التصوير حول كوتا، تعرف الفريق على أولواتو. لم تكن هناك طرق مباشرة للوصول لشاطئ أولواتو وبذلك يضطر الشخص لحمل جميع عدة التزلج على الأمواج ويمر من خلال الصخور التي تقع في قاعدة كهفية قبل شاطئ أولواتو.

## معرض صوري وصوتي للمنطقة

لقطات مختلفة من حديقة معبد اولواتو الهندوسي في جنوب جزيرة بالي الإندونيسية. بالإضافة لفيديو لرياضة ركوب الأمواج في منطقة اولواتو.
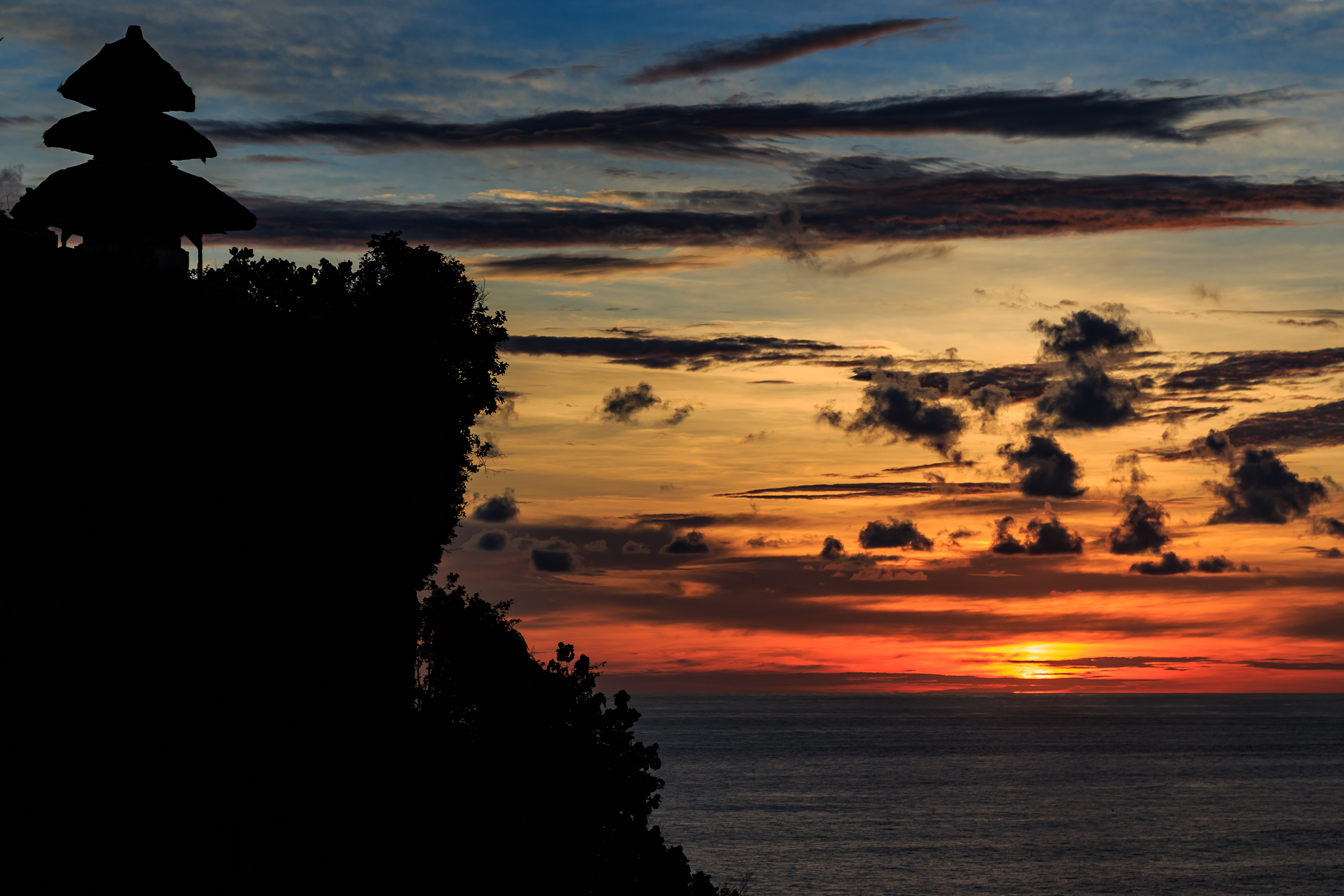
منظر الغروب في معبد أولواتو.
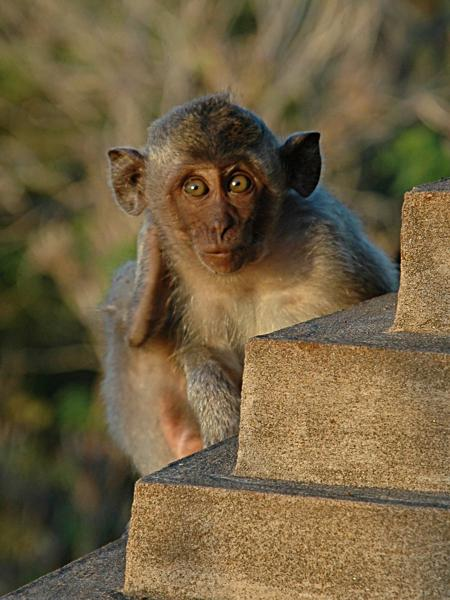
صورة لقرد في معبد أولواتو.
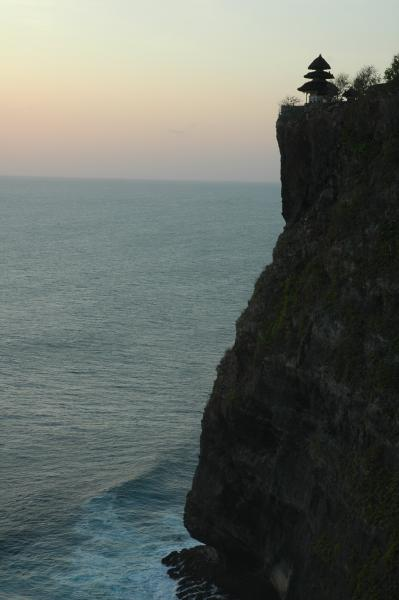
منظر الغروب في معبد أولواتو.
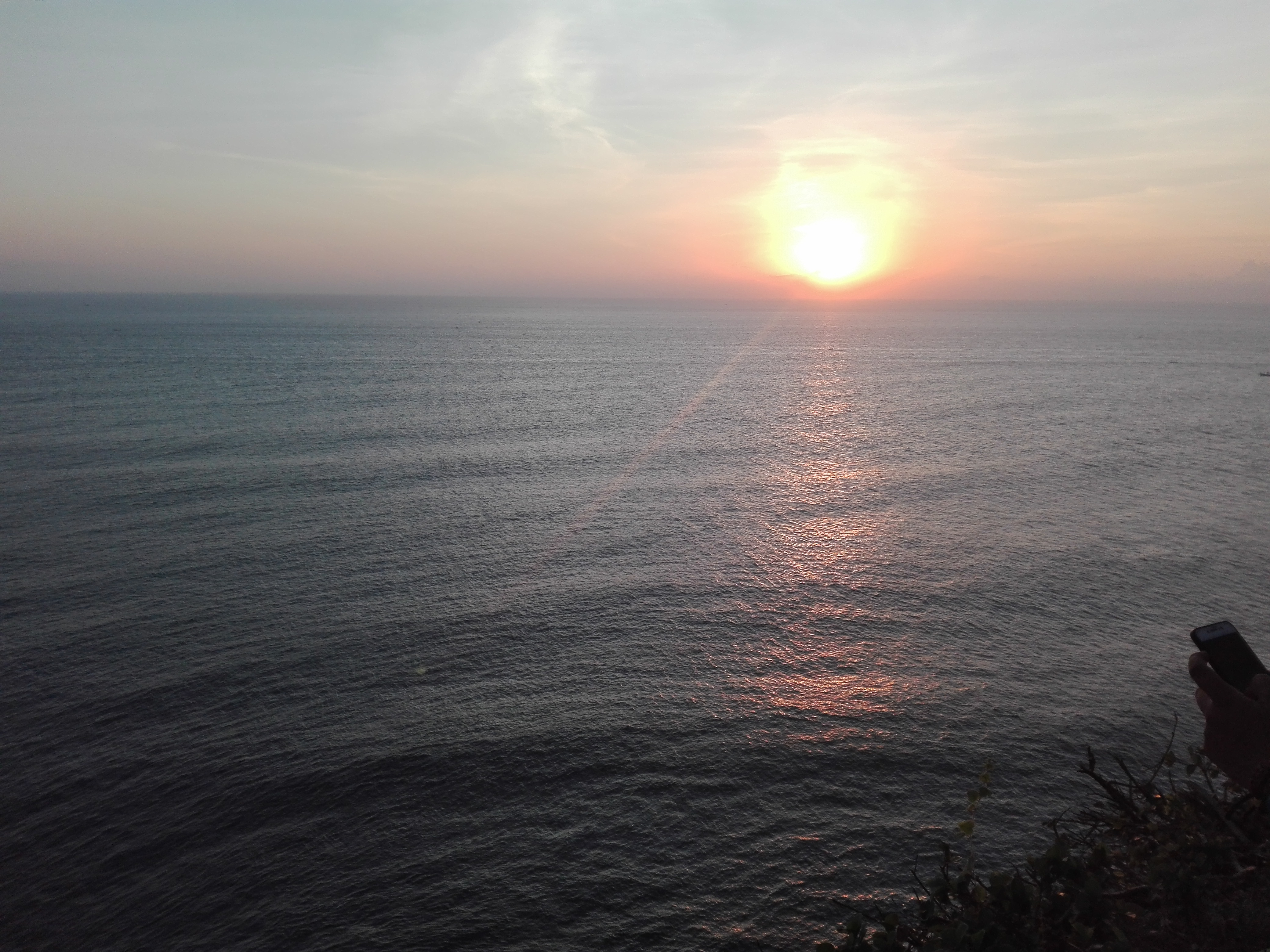
منظر الغروب في المحيط الهندي بصورة ملتقطة من معبد أولواتو.
- رياضة ركوب الأمواج.

## روابط خارجية
- اولواتوو على موقع EncyclopediaOfSurfing.com (الإنجليزية)
- السياحة في بالي على موقع Tripadvisor